# 阿里史 (三星鄉)
阿里史，是台灣宜蘭縣三星鄉的一個傳統地域名稱，位於該鄉東南部。相較於今日行政區，其範圍大致包括萬富村南部東側近邊界狹長地帶、行健村不含北部東側邊界地帶、拱照村北部、大隱村東北半部。

## 歷史
台灣清治末期，阿里史地區為一街庄，稱為「阿里史庄」，隸屬於浮洲堡。該庄東與廣興庄、鹿埔庄為鄰，南與蕃地為鄰，西邊為叭哩沙庄，北邊為紅柴林庄，大洲庄。
1901年（日治明治三十四年）11月，廢縣廳改設二十廳，該庄隸屬於宜蘭廳，編入第九區。1905年（明治三十八年）7月，第九區改名「浮洲區」。1909年（明治四十二年）10月，合併二十廳為十二廳，該庄仍隸屬於宜蘭廳。1920年（大正九年），廢十二廳改設五州二廳，該庄改制為「阿里史」大字，隸屬於臺北州羅東郡三星庄，大字下有「阿里史」、「大湖」、「十九結」、「石頭圍」、「張公圍」、「大埔」、「大湖桶山」小字名。
戰後三星庄改制為三星鄉，隸屬於臺北縣，大字改制為村。1950年10月，北、基、宜分治，三星鄉改隸屬於宜蘭縣。

## 聚落
本地區發展較早的聚落有內抵瑤碑、外抵瑤碑、新厝仔、銃柜圍、田心、阿里史、九股、十九結、瓦瑤、張公圍、石頭圍（石頭城）、大埔等，在日治期初期的官方地圖上已有記載。此外，本地區尚有柯子林、大光、廣洲仔、大湖等聚落。

## 交通
省道台7丙線是大同鄉牛鬥橋至五結鄉利澤簡的幹道，大致以橫向蜿蜒經過阿里史地區。由該道路向西可前往三星市區、大同鄉牛鬥橋並止於省道台7線本線路口，向東可前往冬山西北部、羅東、五結利澤簡並止於省道台2戊線路口。
縣道196號（上將路五段）是三星至五結鄉下清水的道路，大致以西南西－東北東走向經過本地區西北部邊界地帶。由該道路向西南西轉西可前往紅柴林南部、三星市區並止於省道台7丙線路口，向東北東可前往大洲、尾塹、歪子歪、竹林、頂五結、中一結、中二結、四百名、一百甲並止於五結防潮閘門西北側。
鄉道宜26-1線是紅柴林至大坑的道路，其南側端點位於本地區西南部大坑聚落的顯微宮。由此向北北東轉北經省道台7丙線路口後，轉北北西再經縣道196號路口後出境，可前往紅柴林並止於鄉道宜26線路口。
鄉道宜46線（玉尊路、大埔中路）是張公圍繞U字形經草湖山區至大埔的道路，其西側端點位於本地區中部大隱派出所旁省道台7丙線路口。由此向南蜿蜒上山後轉東可前往草湖，下山後轉北可前往大埔並止於省道台7丙線另一路口。
鄉道宜47線（光復路）是尚武至十九結的道路，其南側端點位於本地區中部偏西的省道台7丙線路口。由此向北出境後可與縣道196號相交於大洲最西端，續行可前往經鄉道宜26線路口後可前往中溪洲西北部邊界外緣並止於紅柴林堤防道路。
鄉道宜49線是大義至冬山鄉大進的道路，大致以北北西－南南東走向轉縱向經過本地區東部。由該道路向北北西可前往大洲地區中部並止於縣道196號路口，向南可前往小南澳並止於鄉道宜33線路口。

## 學校
- 聖母醫護管理專科學校
- 大隱國小

## 外部連接
- 宜蘭三星鄉發展沿革 （页面存档备份，存于）